# Stranger than Fiction (Bad Religion)
Stranger than Fiction is het achtste studioalbum van de Amerikaanse punkband Bad Religion. Het is het laatste album met Brett Gurewitz, tot de hereniging in 2002 met het album The Process of Belief. Het is tevens het eerste album dat is uitgegeven via platenlabel Atlantic Records.
Het album is tot negende beste punkalbum van het jaar uitgeroepen door Sputnikmusic.

## Tracklist
1. "Incomplete" – 2:28 (Brett Gurewitz)
2. "Leave Mine to Me" – 2:07 (Greg Graffin)
3. "Stranger than Fiction" – 2:20 (Brett Gurewitz)
4. "Tiny Voices" – 2:36 (Greg Graffin)
5. "The Handshake" – 2:50 (Greg Graffin)
6. "Better Off Dead" – 2:39 (Brett Gurewitz)
7. "Infected" – 4:08 (Brett Gurewitz)
8. "Television" – 2:03 (Brett Gurewitz, Johnette Napolitano)
9. "Individual" – 1:58 (Greg Graffin)
10. "Hooray for Me..." – 2:50 (Brett Gurewitz)
11. "Slumber" – 2:39 (Greg Graffin)
12. "Marked" – 1:48 (Brett Gurewitz)
13. "Inner Logic" – 2:58 (Greg Graffin)
14. "What It Is" – 2:08 (Greg Graffin)
15. "21st Century (Digital Boy)" – 2:47 (Brett Gurewitz)
16. "News from the Front" (bonusnummer op de Japanse en Europese uitgave) – 2:22 (Brett Gurewitz, Jay Bentley, Bobby Schayer)
17. "Markovian Process" (bonusnummer op de Japanse en Europese uitgave) – 1:29 (Greg Graffin)
18. "Leaders and Followers" (bonusnummer op Japanse uitgave) - 2:39 (Greg Graffin)

Noot: tussen haakjes staat de tekstschrijver.

## Musici
- Greg Graffin – zang
- Brett Gurewitz – gitaar
- Greg Hetson – gitaar
- Jay Bentley – basgitaar
- Bobby Schayer – drums
- Tim Armstrong (van Rancid) – zang op "Television"
- Jim Lindberg (van Pennywise) – zang op "Marked"